# 원주따뚜
원주따뚜는 원주 국제 따뚜(Wonju International Tattoo)라고도 한다.

따뚜라는 명칭은 군대에서 귀영을 알리는 나팔소리에서 비롯되었으며 4300여석의 '원주따뚜공연장'을 중심으로 젊음의 광장, 원주시내 일원에서 개최되었다.
원주따뚜에서는 대한민국 육해공군 군악대 및 해외 군악대의 공연, 국내 초중등 학생마칭밴드와 전문 마칭밴드의 공연을 한자리에서 감상할 수 있었다. 또한 다문화축제, 동호인밴드공연 등 다양한 프린지공연도 볼 수 있었다. 짝수년에 격년제로 개최되던 원주따뚜는 2007원주따뚜 마칭밴드페스티벌을 시작으로 매년 행사로 개최되었다.

재단법인 원주국제따뚜는 2000년, 2002년 ‘세계평화팡파르’를 개최하면서 그 행사의 가치와 문화적 사업에 대한 인식을 통하여 탄생하였다. 이후 2003년 6월 ‘세계평화팡파르’가 국무총리 산하 국무조정실로부터 국제행사로 공식 승인을 받아 ‘원주국제따뚜’로 명칭을 변경하였고, 보다 체계적이고 세계적인 축제로 거듭나고자 이듬해 2004년 3월에 설립되었다. 

하지만 원주따뚜는 예산 확보 문제로 2011년 축제를 마지막으로 사라지게 되었다.